# Phormictopus atrichomatus
Phormictopus atrichomatus är en spindelart som beskrevs av Schmidt 1991. Phormictopus atrichomatus ingår i släktet Phormictopus och familjen fågelspindlar. Inga underarter finns listade i Catalogue of Life.